# Città di Glen Eira
La città di Glen Eira è una Local Government Area che si trova nello Stato di Victoria. Essa si estende su una superficie di 38.7 chilometri quadrati e ha una popolazione di 131.013 abitanti. La sede del consiglio si trova a Caulfield North.

## Amministrazione

### Gemellaggi
- Ōgaki